# Phelsuma malamakibo
Phelsuma malamakibo är en ödleart som beskrevs av  Nussbaum, Raxworthy RASELIMANANA och RAMANAMANJATO 2000. Phelsuma malamakibo ingår i släktet Phelsuma och familjen geckoödlor. IUCN kategoriserar arten globalt som nära hotad. Inga underarter finns listade i Catalogue of Life.